# Svarttjärnen (Ströms socken, Jämtland, 707145-149430)
Svarttjärnen är en sjö i Strömsunds kommun i Jämtland och ingår i Ångermanälvens huvudavrinningsområde.